# Чидвия
Чидвия (Шильдига) — река в Архангельской области России.
Река протекает по западной части Беломорско-Кулойского плато. Берёт начало из озера Чидвозеро. В верхнем течении течёт в западном, юго-западном направлении, в среднем течении, севернее озера Ижмозеро, поворачивает на северо-запад. Впадает в реку Мудьюга. Питание снеговое и дождевое. Длина реки составляет 87 км, площадь водосборного бассейна — 500 км. Недалеко от Чидвозера реку пересекает мост автодороги «Архангельск — Поморье»
Крупнейшие притоки: Черновка, Елков, Пала, Большой Чёрный.

## Данные водного реестра
По данным государственного водного реестра России и геоинформационной системы водохозяйственного районирования территории РФ, подготовленной Федеральным агентством водных ресурсов:
- Бассейновый округ — Двинско-Печорский
- Речной бассейн — Мудьюга
- Водохозяйственный участок — Реки бассейна Белого моря от северо-восточной границы р. Золотица до мыса Воронов без р. Северная Двина

## Топографические карты
- Лист карты Q-37-XXIX,XXX. Масштаб: 1 : 200 000. Состояние местности на 1980 год. Издание 1989 г.
- Лист карты Q-37-116,117,118 Патракеевка. Масштаб: 1 : 100 000. Указать дату выпуска/состояния местности.